# あばれ騎士道
『あばれ騎士道』（あばれきしどう）は、1965年に日活で製作された、小杉勇監督作品。日活に入社した渡哲也の俳優デビュー作品。オートレースを扱ったアクション映画である。

## キャスト
- ジョウ : 宍戸錠
- 哲也 : 渡哲也
- ゆかり : 松原智恵子
- ナンシイ : 水谷良重
- 勇三 :  山田禅二
- マイク : 本郷淳
- 周永漢 : 二本柳寛
- 美佐 : 東恵美子
- 松川 :河野弘
- 早崎警部 : 宮崎準
- 石黒刑事 : 雪丘恵介
- 川崎 : 木下雅弘
- 目黒 : 杉山元
- 釣り舟屋の親爺 : 井東柳晴
- スタジオNo四人 : 玉井謙介
- 津川 : 小高雄二
- 松岡 : 郷鍈治
- 清水 : 藤岡重慶

## 併映作品
- 『城取り』